# Parrella ginsburgi
Parrella ginsburgi är en fiskart som beskrevs av Wade, 1946. Parrella ginsburgi ingår i släktet Parrella och familjen smörbultsfiskar. IUCN kategoriserar arten globalt som otillräckligt studerad. Inga underarter finns listade i Catalogue of Life.